# Schizoglossum stenoglossum
Schizoglossum stenoglossum är en oleanderväxtart. Schizoglossum stenoglossum ingår i släktet Schizoglossum och familjen oleanderväxter.

## Underarter
Arten delas in i följande underarter:
- S. s. flavum
- S. s. latifolium
- S. s. stenoglossum